# Jonas Allvin
Jonas Allvin, född 5 december 1777 i Västra Tollstads socken, Östergötlands län, död  12 april 1866 i Gränna stadsförsamling, Jönköpings län, var en svensk förste lantmätare och topografisk författare.
Under sin tjänsteutövning som lantmätare förvärvade Allvin en intim kännedom om land och folk i nordvästra Småland, vilken han nedlade i en samling förträffliga häradsbeskrivningar, över Västbo härad (1846), Östbo (1852), Mo och Norra och Södra Västbo (1857) samt Vista (1859).